# NGC 5353
NGC 5353 é uma galáxia lenticular (S0) localizada na direcção da constelação de Canes Venatici. Possui uma declinação de +40° 16' 59" e uma ascensão recta de 13 horas, 53 minutos e 26,7 segundos.
A galáxia NGC 5353 foi descoberta em 14 de Janeiro de 1788 por William Herschel.